# Гроса (Падова)
Гроса је насеље у Италији у округу Падова, региону Венето.
Према процени из 2011. у насељу је живело 601 становника. Насеље се налази на надморској висини од 29 м.